# Cacalotepec, Apaxtla
Cacalotepec är en ort i Mexiko.   Den ligger i kommunen Apaxtla och delstaten Guerrero, i den södra delen av landet, 180 km sydväst om huvudstaden Mexico City. Cacalotepec ligger 1 444 meter över havet och antalet invånare är 405.
Terrängen runt Cacalotepec är huvudsakligen lite bergig. Cacalotepec ligger uppe på en höjd. Runt Cacalotepec är det glesbefolkat, med 20 invånare per kvadratkilometer. Närmaste större samhälle är Apaxtla de Castrejón, 12,3 km nordost om Cacalotepec. I omgivningarna runt Cacalotepec växer huvudsakligen savannskog.